# فندر رودز
فندر رودز یا پیانو رودز یک پیانوی الکتریکی-ماشینی است که توسط هِرولد رودز اختراع شده است و دهه‌ی ۱۹۵۰ میلادی به بعد نیز در چندین مدل گوناگون ساخته شد.

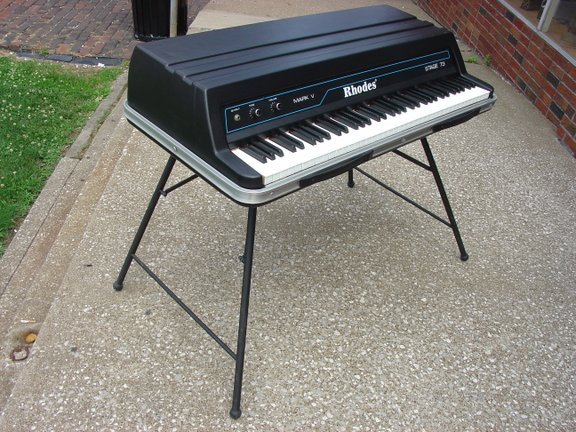
مدل رودز مارک پنج